# Mann ohne Herz
Mann ohne Herz (Originaltitel: Adventure) ist ein US-amerikanisches Filmdrama von Victor Fleming aus dem Jahr 1945 mit Clark Gable und Greer Garson in den Hauptrollen. Als literarische Vorlage diente der Roman The Anointed von Clyde Brion Davis.

## Handlung
Als das Boot von Händler Harry Patterson im Zweiten Weltkrieg von einem japanischen U-Boot torpediert wird, erleiden er und seine Männer Schiffbruch. Während Harry angesichts der Katastrophe gelassen bleibt, gerät sein Freund Mudgin in Panik und bittet Gott um Hilfe. Er schwört, fortan Frauen, Alkohol und Streitereien zu meiden. Harry findet Mudgins Flehen lächerlich und ist entsprechend überrascht, als plötzlich ein Flugzeug erscheint, das die Schiffbrüchigen vor dem sicheren Tod bewahrt. In San Francisco werden sie schließlich abgesetzt. Dort feiern sie in einer Bar ausgiebig ihre Rückkehr. Mudgin bricht dabei seine guten Vorsätze und bereut es nur wenig später. Es schlägt ihm derart aufs Gemüt, dass er glaubt, seine unsterbliche Seele verloren zu haben. Während die anderen Kameraden seine Befürchtungen belächeln, erkennt Harry Mudgins tiefe Schuldgefühle und ist daher entschlossen, ihm dabei zu helfen, seine Seele wiederzufinden.
Ihre Odyssee führt Harry und Mudgin in eine Bibliothek, wo sie die attraktive, jedoch reservierte Bibliothekarin Emily Sears kennenlernen. Ihr Liebreiz sticht Harry sofort ins Auge, doch sein ungehobeltes und streitsuchendes Verhalten stößt bei Emily auf keinerlei Begeisterung. So wendet Harry seine Aufmerksamkeit schnell ihrer lebenslustigen Freundin und Mitbewohnerin Helen Melohn zu, als diese ebenfalls in der Bibliothek erscheint. Harry und Helen verstehen sich auf Anhieb. Als Harry beide Frauen in ein Lokal einlädt, sagt Emily nur ungern zu.
Im Restaurant geraten Harry und Emily schließlich erneut aneinander. Als Emily jedoch ihre zugeknöpfte Haltung ablegt und für einen Tumult sorgt, der eine heftige Prügelei unter den Gästen auslöst, ist Harry überzeugt, dass Emily die temperamentvollste Frau ist, die er je getroffen hat. Um ihr Herz für sich zu gewinnen, beschließt er, ihr dabei zu helfen, ihre geerbte Farm außerhalb der Stadt zu verkaufen. Auf dem Land kommen sie sich bei einer Hühnerjagd näher. Als sie am Abend in eine hitzige Auseinandersetzung geraten, wird ihnen schließlich bewusst, wie viel Leidenschaft sie füreinander empfinden.
Als frisch verliebtes Paar fahren sie nach Reno, um zu heiraten. Als sie zu Emilys Farm zurückkehren, erklärt Harry seiner Braut, dass er in ein paar Tagen mit seinem neuen Boot auslaufen werde. Emily, die auf ein ruhiges Familienleben mit Harry gehofft hat, ist über dessen Pläne todunglücklich und reicht umgehend die Scheidung ein. Als Harry sich bereits auf hoher See befindet, stellt Emily fest, dass sie von ihm schwanger ist. Sie weigert sich jedoch, Harry eine Nachricht zukommen zu lassen, und zieht sich stattdessen auf ihre Farm zurück.
In einem Hafen in Südamerika kommt es derweil zu einem Zwischenfall, bei dem Mudgin ins Meer fällt und anschließend in Harrys Armen stirbt. Mit seinen letzten Worten verkündete er, soeben seine Seele wiedergefunden zu haben. Es vergehen Monate, bis Harry erneut in San Francisco eintrifft und er von Helen erfährt, dass Emily sein Kind erwartet. Gerade als Emilys Wehen einsetzen und ein Arzt bereits die Geburt vorbereitet, erreicht Harry ihr Haus. Nachdem das Baby auf die Welt gekommen ist, droht es zu sterben, weil es nicht atmet. Als der Arzt seine Wiederbelebungsversuche aufgibt, schreitet Harry verzweifelt ein und bringt sein Kind zum Atmen. Erleichtert begibt er sich an Emilys Seite. Beide sind bereit, es miteinander noch einmal zu versuchen, und sie besiegeln ihren Beschluss mit einem innigen Kuss.

## Hintergrund
Mann ohne Herz war der erste Film, den Clark Gable nach seinem zweijährigen Dienst bei der US-amerikanischen Luftwaffe im Zweiten Weltkrieg drehte. Für sein Comeback auf der Leinwand wählte MGM Greer Garson als seine Filmpartnerin aus, die während des Krieges zu einer der beliebtesten Schauspielerinnen in den Vereinigten Staaten aufgestiegen war. Mit dem Slogan „Gable’s Back and Garson’s Got Him!“ (dt.: „Gable ist zurück und Garson hat ihn bekommen!“) bewarb das Studio den Film.
Obwohl das Publikum Gables Rückkehr sehnlichst erwartet hatte, erwies sich Mann ohne Herz als finanzieller Flop an den Kinokassen. Auch die Kritiken fielen eher schlecht aus. Gable selbst soll derart enttäuscht von dem Film gewesen sein, dass er sich für mehr als ein Jahr weigerte, einen weiteren Film zu drehen.

## Kritiken
Laut Time sei die Handlung „ein seltsames Durcheinander aus Farce und Parabel“, wobei „Slapstick-Einlagen mit geistreicher Komik“ und „unaufdringliche Emotion mit schlichtem Pathos“ im Wechsel stünden. Die Dialoge wiederum „halten die Spannung aufrecht“ und es gebe „eine Reihe von wunderbaren Sequenzen“. Die „wandlungsfähige“ Greer Garson verleihe ihrer Rolle „Glanz“. Doch sei „das beständige Highlight des Films“ zweifellos Clark Gable, „der nach seiner Rückkehr aus dem Krieg immer noch stark spielt“.
Bosley Crowther von der New York Times meinte, dass „es nach allen Gesetzen Hollywoods eine Art nukleare Explosion“ hätte geben müssen, als MGM Greer Garson und Clark Gable in einem Film zusammenbrachte. Etwas sei jedoch „schiefgegangen“. Die Drehbuchautoren hätten „ein schändlich schlechtes Skript abgeliefert“. Das „beste“, was man über Greer Garson sagen könne, sei, dass sie sich bemüht habe, „sich relativ natürlich zu geben“. Leider sei sie damit „nicht erfolgreich“. Clark Gable wiederum habe „diesen Typ Mann schon so oft gespielt“. Jedoch spreche er dieses Mal „zu laut“ und schreie „viel zu oft“ herum. Auch behalte er seinen Hut ärgerlicherweise viel zu häufig auf.
Craig Butler vom All Movie Guide wies rückblickend darauf hin, dass der Film seinerzeit als „Fehlschlag“ beurteilt worden sei, aber es sich „eigentlich“ um einen „anständigen kleinen Film“ handle. Clark Gable habe „eine gut nuancierte Vorstellung“ geliefert. Greer Garson sei „liebreizend“ und Joan Blondell und Thomas Mitchell hätten „in einigen Szenen“ die Show gestohlen. Victor Flemings Regie sei jedoch „durchwachsen“ und schwanke zwischen „ziemlich guten“ und einigen „ineffektiven“ Sequenzen.
Der Filmkritiker Leonard Maltin befand noch Jahre nach der Uraufführung des Films, dass dieser eine „schwerfällige Komödie“ sei, die „nicht einmal“ die „lebhafte“ Joan Blondell retten könne.